# Alex Hunter
Alex Hunter es un personaje ficticio interpretado por el actor Adetomiwa Edun que protagoniza el modo de juego The Journey (El Camino, en España, y El Trayecto, en América) de los videojuegos FIFA 17, FIFA 18 y FIFA 19. Es un joven futbolista inglés nacido en 1999. Va encontrando compañeros amables, como su mejor amigo Gareth Walker, Danny Williams o su media-hermana Kim Hunter. Sus padres son Harold Hunter y Catherine Hunter. Su abuelo, Jim Hunter, también fue un excelente futbolista, al igual que Harold.

## FIFA 17
La historia comienza, con Alex Hunter un chico de 13 y Gareth Walker (mejor amigo de Hunter), ganando la copa infantil de Londres, coincidiendo con el divorcio de los padres de Alex. Ocho años más tarde, Alex y Gareth hacen unas pruebas, y el jugador si lo hace bien, con ayuda de Michael Taylor, su representante, pasará a un equipo de la Premier League, elegido por el jugador. Automáticamente, Gareth también elegirá el mismo club. En un torneo de pretemporada en los Estados Unidos, Alex y Gareth debutarán con el equipo, y el delantero titular se lesiona, por lo que hay rivalidad entre Alex y Gareth por ocupar el puesto. Tiempo después del debut de ambos, Alex se entera de que su equipo acaba de fichar a Harry Kane (Ángel Di María, en el caso de fichar por el Tottenham), por lo que Alex no tendrá muchos minutos en la Premier, y será cedido a un equipo de la Championship, (el Aston Villa, el Newcastle United o el Norwich City). En la cesión coincide con Danny Williams y con el Sr. Agostino, alias Dino. Si destaca en la cesión, Alex volverá a la Premier para cubrir la baja de Gareth, que ha traicionado al equipo fichando por su mayor rival. Dependiendo del final de temporada, Alex gana la Premier, o no, pero se cruza con Gareth Walker en la final de la FA Cup, la única copa que no ganó su abuelo. Independientemente del resultado, Alex y Gareth hacen las paces, y Harold vuelve a Inglaterra a visitar a su hijo. Y su hijo se hace estrella ,es convocado para su selección.

## FIFA 18
La historia comienza con Alex Hunter y Danny Williams en Río de Janeiro de vacaciones. Echan una pachanga con unos niños brasileños, y al terminar el partido, Alex y Danny se dirigen al aeropuerto, por el inicio de la pretemporada. Alex y Gareth Walker son entrevistados por Rio Ferdinand. En la gira por los Estados Unidos, Alex vuelve a ver a su padre y le cambia la camiseta a Cristiano Ronaldo. Al volver, Michael Taylor, su representante, le avisa de que el Real Madrid lo está buscando. En su último partido en la Premier, Alex es abucheado por su marcha. Pero lo peor llega cuando Michael le dice que el representante del Madrid es un estafador, y Hunter, que había solicitado que le traspasaran, se queda sin equipo. El jugador puede elegir si seguir con Michael o despedirlo. En el último momento, su padre le ofrece un contrato del L.A. Galaxy, mediante una videollamada. Hunter deberá hacer que el Galaxy se meta en los playoffs de la MLS. Hunter se enfada con su padre por haberle ocultado que tenía una hermana, Kim, que juega con los Estados Unidos. Después de estar con el Galaxy, Alex elige marcharse al Paris Saint Germain, al Bayern de Múnich o al Atlético de Madrid y deberá hacer una buena pareja con Antoine Griezmann, Thomas Müller o Dele Alli. Pero Hunter se lesionará y el jugador podrá elegir si manejar a Danny Williams o continuar con Alex. Si maneja a Danny Williams, se encontrará con problemas en la Premier y en la Capital One Cup. Pero Danny llegará a la final de esta última, contra el equipo de Gareth Walker. Alex tiene que salvar en su vuelta el puesto de Dino, exentrenador en la cesión y entrenador en su nuevo club, ganando la liga o la copa.

## FIFA 19
La historia comienza con Alex Hunter, su media hermana Kim y Danny Williams viendo un video del abuelo de Hunter, Jim Hunter, anotando su gol número 100 en su carrera para su club en un partido de Primera División ante Coventry City. Después de eso, entrenan con sus respectivos equipos para el torneo amistoso de pretemporada que se celebra en Japón, que termina con los equipos de Alex y Danny enfrentados en la final del torneo. Más tarde, Alex se reúne con Beatriz Villanova, la agente de fútbol que lo contactó al final del viaje anterior, prometiéndole hacer de Alex un ícono en el fútbol mundial. Ella cumple su promesa y le dice a Alex que el Real Madrid le ha ofrecido un contrato de 5 años, que él acepta y se dirige a España a su nuevo club. Alex aún no ha hecho su debut en la Liga de Campeones y recibe ayuda de varios mentores en el equipo para ayudarlo a aumentar sus estadísticas.
Los equipos de Alex y Danny logran salir de sus grupos en la Liga de Campeones y se ubican en los extremos opuestos del fixture. En este punto, Alex se ha visto cada vez más atrapado en sus deberes de patrocinio de marcas y las demandas de sus agentes, junto con la creciente fama están comenzando a crear una brecha entre su familia. Esto se ve aún más cuando Kim viene a visitar a Alex antes de la Copa del Mundo y Alex no va a buscarla al aeropuerto debido a que está demasiado ocupado con su nueva marca de ropa, para consternación de Kim y su madre. Debido a esto, Alex es eliminado de la convocatoria antes del primer juego eliminatorio en la Liga de Campeones, lo que significa que tiene que luchar para regresar a la alineación inicial para recuperar la confianza de su mánager al mismo tiempo que Danny también tiene problemas con su agente, ya que su amigo Ringo y su agente tienen una discusión sobre si quiere una nueva casa o no, y el jugador tiene la opción de elegir con qué persona se va a alinear. Sin embargo, ambos equipos llegan a las semifinales de la competencia. Alex y Beatriz luego van a visitar a Kim antes del primer juego eliminatorio y Beatriz, después de haber quedado impresionada por las habilidades de Kim, le dice que debe ser profesional y no ir a la universidad. De vuelta en la Liga de Campeones, Alex se enfrenta a la Juventus y Danny una vez más se enfrenta al equipo de su hermano. Ambos derrotan a sus rivales y avanzan a la final de la Champions League, donde el Real Madrid se enfrenta al equipo de la Premier League de Danny. Independientemente de quién gane la final, el personaje perdedor toma su derrota gentilmente mientras el otro celebra ser coronado como el mejor equipo de clubes de Europa. El juego termina con Jim diciéndole a Alex que nunca ha estado más orgulloso de él y que cuando se retire, será el mejor Hunter de todos los tiempos, llegando a su fin el viaje de Alex Hunter.

## Personajes de The Journey
Alex Hunter (protagonista).
Danny Williams (mejor amigo de Alex).
Kim Hunter (media hermana de Alex).
Gareth Walker (ex-mejor amigo de Alex)
Terry Williams (hermano mayor de Danny)
Catherine Hunter (madre de Alex).
Harold Hunter (padre de Alex y Kim).
Jim Hunter (abuelo de Alex y Kim).
Andrew "Andy" Butler (segundo entrenador del club por el que ficha Alex en el FIFA 17).
Javier González (segundo entrenador del Galaxy).
Sr. Agostino Dino (segundo entrenador durante la cesión de Alex y entrenador del equipo elegido en el FIFA 18).
Joaquin Gallo y Philip Bernard (compañeros de equipo de la Premier por el que ficha Alex en el FIFA 17).
Melanie Trembley (jugadora de la selección de Canadá y rival de Kim Hunter).
Cazares (segundo entrenador del Real Madrid).
De Silva (entrenadora de Estados Unidos).
George Baker (ojeador que descubre el talento de Alex Hunter, Danny Williams y Gareth Walker).
Michael Taylor (representante de Alex y Danny, y exrepresentante de Gareth).
 Roger "Ringo" Pitingo (asesor financiero y mejor amigo de Danny).
Beatriz "Bea" Villanova (representante de Alex en el FIFA 19).
Marco Reus (Voz original)
James Rodríguez (Voz original)
Harry Kane (Voz original)
Ángel Di María (Voz original)
Rio Ferdinand (Voz original)
Gyasi Zardes (Voz original)
Cristiano Ronaldo (Voz original)
Thierry Henry (Voz original)
James Harden (Voz original)
Antoine Griezmann (Voz original)
Thomas Müller (Voz original)
Dele Alli (Voz original)
Alex Morgan (Doblaje)
Paulo Dybala (Voz original)
Neymar (Doblaje)
 Messi  (Doblaje)
- Datos: Q25209484